# Maravilhosa (EP)
Maravilhosa é o EP de estreia do girl group brasileiro Ravena. O EP foi lançado em 29 agosto de 2017, e inclui os singles "É Assim Que Se Faz", e "Maravilhosa". E a regravação do sucesso Wannabe das Spice Girls.

## Lista de faixas
| N.º            | Título                            | Duração |  |
| 1.             | "Maravilhosa" (part. Raney Money) | 3:11    |  |
| 2.             | "Deixa eu te mostrar"             | 2:56    |  |
| 3.             | "É Assim Que Se Faz"              | 3:36    |  |
| 4.             | "Começou Não Para"                | 2:58    |  |
| 5.             | "Wannabe"                         | 2:29    |  |
| Duração total: | Duração total:                    | 15:10   |  |

## Singles
- 1 de Junho 2017: "É Assim Que Se Faz"[2]
- 29 de Agosto 2017: "Maravilhosa''[3]